# Véronique Tadjo
Véronique Tadjo (París, 21 de julio de 1955) es una escritora, poeta, novelista e ilustradora de Costa de Marfil. Está considerada como una de las exponentes de la literatura contemporánea de África y la diáspora. Su novela Reine Pokou fue galardonada con el premio literario Gran premio literario del África Negra en 2005.  

## Biografía
Nació en París y creció en Abiyán, Costa de Marfil. Solía viajar con sus padres y su hermano. Su padre, originario de Costa de Marfil fue un funcionario de alto rango y su madre, francesa, fue pintora y escultora. Estudió literatura en la Universidad de Abiyán y se doctoró en la Universidad de París IV La Sorbona en Estudios Afroamericanos. Escribió su tesis doctoral sobre la civilización afroamericana y el proceso de aculturación de los negros a través de la esclavitud: Le processus d'acculturation des Afro-américains de 1619 à 1808 (1981).
Una beca Fulbright le permitió proseguir sus estudios en Washington, tras lo cual regresó a su país, donde ejerció la docencia durante varios años en la Universidad Nacional de Côte d'Ivoire.
Aunque una parte importante de su vida la ha pasado en el continente africano también ha viajado por Europa y Estados Unidos. Ha vivido en Nigeria, Kenia y Sudáfrica. En 1986 vivió en México. Empezó a pintar, explica, en Kenia.
Tras enseñar inglés en la Modern High School de Korhogo en el norte de Costa de Marfil ocupó un puesto de asistenta en el departamento de inglés de la Universidad nacional de Costa de Marfil.
En Johannesburgo dirigió el departamento de francés de la Universidad de Witwatersrand de 2002 a 2014. En 2017 vive en Londres.

## Trayectoria literaria
En 1984, publicó su primera obra, Latérite, un libro de poesía. Siguieron varias novelas, Le Royaume aveugle (1991), A vol d’oiseau (1992) y Champs de bataille et d’amour (1999).
En 1998 participó en el proyecto Ruanda lanzado por el periodista Nocky Djedanoum con la finalidad de romper el silencio de los intelectuales africanos en torno al genocidio de Ruanda de 1994. En este periodo durante su estancia en surgió la novela La sombra de Imana (2001) 

## Obra
Tadjo se considera panafricana y puede percibirse en sus escritos. También reivindica como influencia literaria el movimiento de la negritud. Sus historias a menudo no se desarrollan en un momento o lugar en particular sino que podrían situarse en cualquier país africano. Utiliza métodos tradicionales de narración oral, así como un estilo moderno de escritura. Intenta que su escritura sea lo más cercana posible a la vida real.  «La tradición oral próxima durante mi infancia y adolescencia en Abiyán ha nutrido mucho mi escritura. También los poetas de la negritud: Aimé Césaire y Léopold Sédar Senghor, Birago Diop, Léon-Gontran Damas» explica Tadjo en una entrevista en 2017.
También escribe sobre historias de mujeres y destaca su papel en la sociedad. El neocolonialismo y la corrupción de los gobernantes africanos son también temas recurrentes en sus obras.
«Pertenece a una generación de escritoras africanas que en los 80 saltaron a la mirada pública como la generación de “mujeres rebeldes”: mujeres que por primera vez decidieron hablar de sí mismas cuestionando al sistema patriarcal en general y tocando temas como la sexualidad femenina de manera abierta o criticando las políticas de sus países» señala Clara Núñez analizando su obra como exponente de la actual creación en África y la diáspora.

## Premios
- 1983 Literary Prize of L'Agence de Cooperation Culturelle et Technique [5]
- En 1993 recibió por Mamy Wata et le Monstre el Premio UNICEF.

- En 2005 recibió el Gran premio literario del África Negra por Reine Polou.

## Libros
- 1984: Latérite (poesía) Hatier
- 1991: Le royaume aveugle L'Harmattan, Paris.
- 1992: A vol d'oiseau L'Harmattan, Paris.
- 2001: L' ombre d' Imana: voyages jusqu'au bout du Rwanda, Actes Sud.
- 2005: Reine Pokou, concerto pour un sacrifice Actes Sud.
- 2006 : Champ de bataille et d'amour
- 2010 : Loin de mon père. Actes Sud.
- 2017 : En compagnie des hommes, Don Quichotte.

## Libros juveniles
- La Chanson de la Vie (cuentos y noticias), Monde Noir Poche Jeunesse, Hatier, Paris 1989
- Mamy Wata et le Monstre (libro ilustrado), NEI, Abiyán, 1993. Premio UNICEF 1993 en la Bienal de las Artes y Letras de Dakar « Mention d´honneur » en 1994 pour « Noma Award for publishing in Africa ».
- Le Seigneur de la Danse, NEI, Abiyán, 1993.
- Le Grain de Maïs Magique (libro ilustrado), NEI, Abiyán, 1995.
- Grand-mère Nanan (libro ilustrado), NEI, Abiyán, 1996.
- Le Bel Oiseau et la pluie, NEI, Abiyán, 1998.
- Masque, raconte-moi, (libro ilustrado) EDICEF-NEI, Paris-Abiyán, 2002.
- Si j´étais roi, si j´étais reine (libro ilustrado), NEI, Abiyán, 2004.
- Ayanda, la petite fille qui ne voulait pas grandir, Actes Sud Junior, Paris, 2007.
- Nelson Mandela, non à l´apartheid !  (libro ilustrado), Actes Sud Junior, Paris, 2010.
- Les Enfants qui plantaient des arbres (album), Oskar, Paris, 2013.
- Léopold Sédar Senghor, le poète des paroles qui durent (libro ilustrado), A dos d’âne, Paris, 2014.
- Graça Machel, championne des enfants, A dos d’âne, Paris, 2017.
- Le Voyage de Yao, Seuil Jeunesse, 2019.